# Сервант

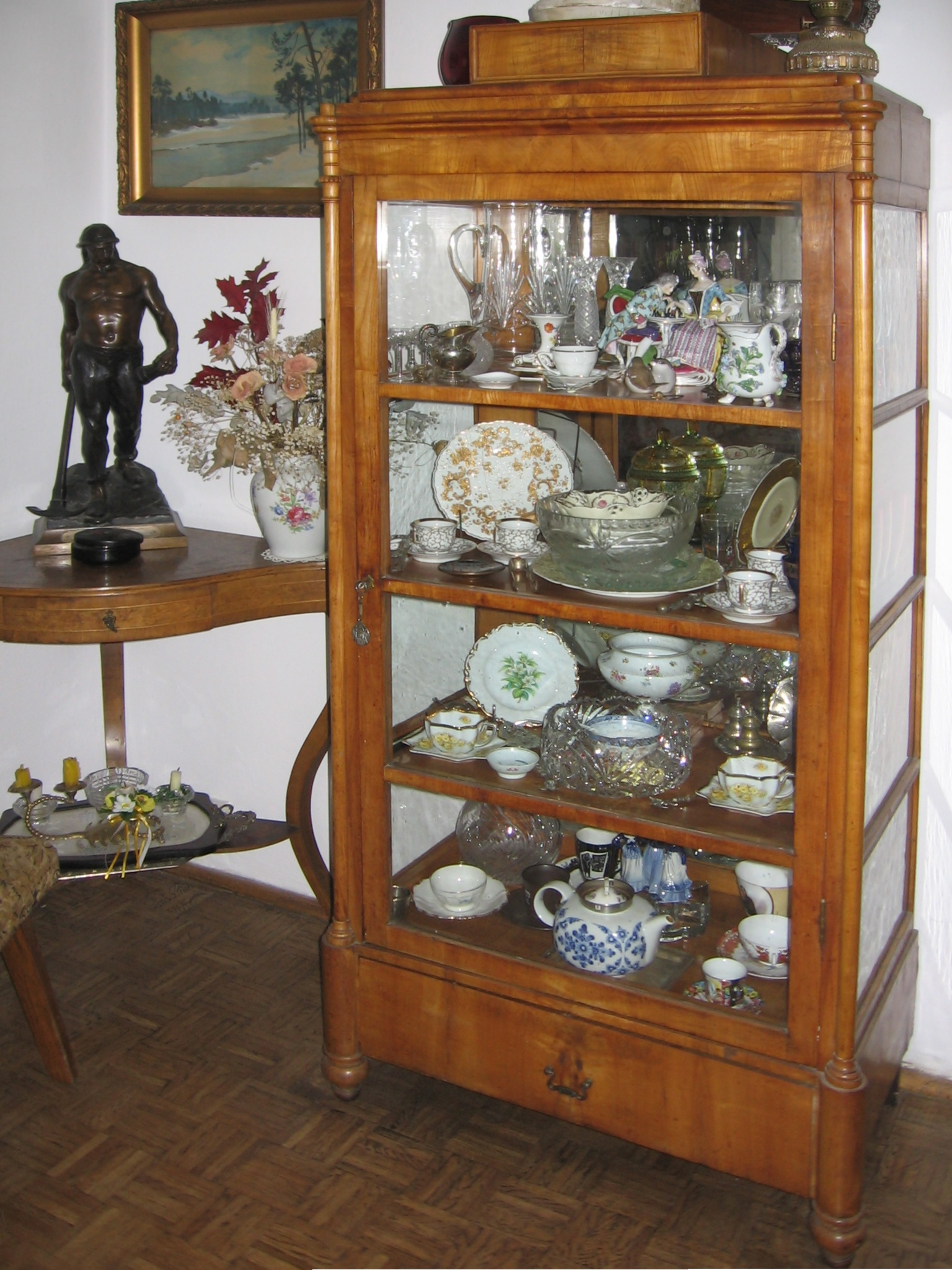
Декоративана шафа-сервант із вигадливим оздобленням

Серва́нт (фр. servante — «маленька шафа», від servir — «служити») — один з видів шафи для посуду. Призначений для зберігання продуктів харчування, посуду, текстильних виробів та спиртних напоїв. Зараз під сервантом розуміють посудну шафу зі скляними дверцятами-вітриною — на відміну від буфета (креденця), спорядженого нішею і стільницею.
У XVII столітті шафи-серванти набули того вигляду, до якого звикли сучасні люди. В Україні у 20-у столітті подібні шафи були чи не в кожній сім'ї, єдиною відмінністю була вартість виробу.